# Cloniophorus dorae
Cloniophorus dorae är en skalbaggsart som beskrevs av Pierre Lepesme 1953. Cloniophorus dorae ingår i släktet Cloniophorus och familjen långhorningar.
Artens utbredningsområde är Angola. Inga underarter finns listade i Catalogue of Life.